# Steinbrunn (Autriche)
Pour les articles homonymes, voir Steinbrunn.
Steinbrunn est une commune autrichienne du district d'Eisenstadt-Umgebung dans le Burgenland.

## Géographie
Cet ancien marché médiéval se trouve au bord d'un lac du nord du Burgenland, non loin du chef-lieu, Eisenstadt. La commune de Steinbrunn regroupe trois villages : le vieux Steinbrunn, Steinbrunn-Neue-Siedlung et Steinbrunn-Seesiedlung.

## Histoire
À l'époque de La Tène, le village dépendait de l'oppidum de Burg. Les Romains rattachèrent à la province de Pannonnie.
En 1271, le village apparaît dans les annales sous le nom hongrois de Byzuskut (mare méphitique), qui évoluera vers la forme moderne Büdöskút. Il reçoit en 1344 son premier nom allemand : Stinkenprunn (en moyen haut allemand, prunn signifie « source »), transcription du toponyme hongrois. Le toponyme actuel est à vrai dire une corruption du XVIe siècle du toponyme croate de Štikapron.